# 러시아-프랑스 관계

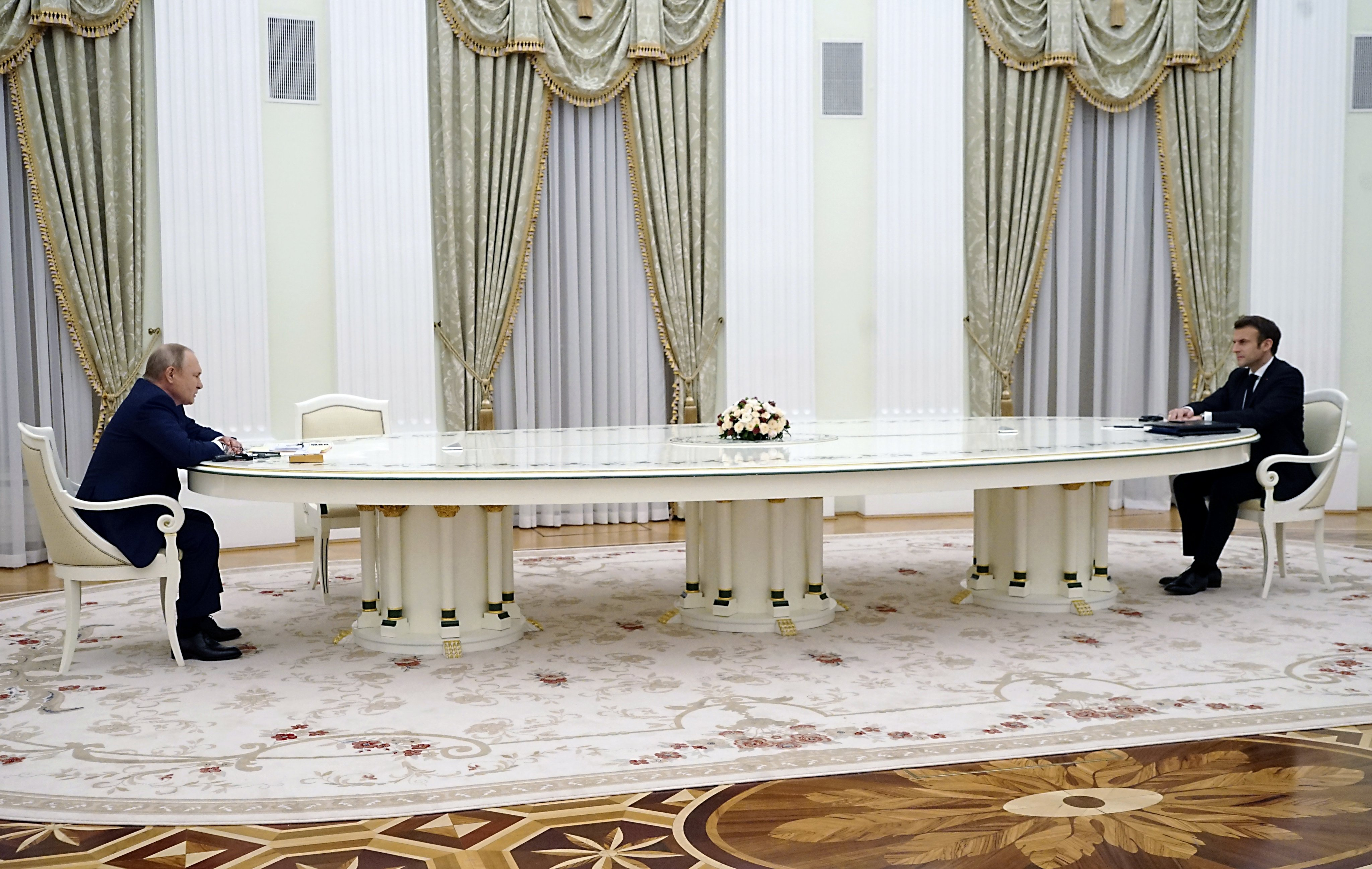
블라미디르 푸틴 대통령과 단독 회담을 가진 에마뉘엘 마크롱 대통령

러시아와 프랑스의 관계에 관해 논한다.

## 역사

### 프랑스 혁명 전쟁
1798년 1월부터 스웨덴의 악셀 폰 페르센 백작의 중재 하에 프랑스 혁명 전쟁의 종결을 목표로 한 제2차 라슈타트 회의가 열린 것은 메테르니히의 책략으로 오스트리아는 회의를 질질끌어 강화를 하기 전에 대프랑스 동맹을 재건할 시간 벌기에 성공한다. 그리고, 1798년 이탈리아 원정을 마친 나폴레옹 보나파르트는 영국과 인도의 연락을 끊기 위해 오스만 제국령 이집트 원정에 나섰다. 오스만 제국을 상대하여 육전에서는 승리를 거듭했지만, 나일 해전에서 프랑스 함대는 허레이쇼 넬슨이 이끄는 영국 함대에 패배하여, 나폴레옹은 이집트에서 발이 묶이게 되었다. 나폴레옹의 부재를 틈타, 러시아는 영국 · 오스트리아 등과 함께 제2차 대프랑스 동맹을 결성하였다(1798년 12월 24일).
1799년, 이탈리아 북부에서는 오스트리아군의 공세와 알렉산드르 수보로프가 이끄는 러시아군의 전선 합세를 통해 프랑스군은 열세에 처하게 된다. 이탈리아 원정군 사령관 장 빅토르 마리 모로는 8월 제노바까지 후퇴했다. 라인 방면에서는 카를 대공이 이끄는 오스트리아군에 프랑스군은 3월 25일 스토케쉬 전투에서 패해 장바티스트 주르당은 해임되고 앙드레 마세나가 후임을 맡게 되었다. 스위스 방면에서 러시아 · 오스트리아 연합군과 프랑스군이 일진일퇴의 공방을 계속 벌였지만, 마세나는 9월 25일 제2차 취리히 전투에서 연합군을 격파했다. 러시아는 이듬해에는 프랑스와 화평을 맺었다. 프랑스 혁명 전쟁은 영국과 프랑스가 1802년 3월 25일 프랑스 북부 아미앵에서 강화 조약을 체결함으로써 (→아미앵 조약) 종결되고 평화가 찾아왔으나, 1년을 넘기지 못했다.

### 나폴레옹 전쟁
프랑스에 의해 유럽시장에서 영국제품의 판매금지와 조약위반행위 등으로 인해 다시 영국과 프랑스간의 대립이 심화되면서 영국은 아미앵 조약을 파기(1803년 5월 16일)하고 프랑스에 선전포고를 하였다. 1805년 나폴레옹은 영국 상륙을 계획하고, 도버해협에 인접한 브르타뉴에 18만의 병력을 집결시켰다. 이에 대해 영국, 오스트리아 제국, 러시아 제국 등은 제3차 대프랑스 동맹을 결성했다. 전투는 라이베리히가 이끄는 오스트리아군 7만이 바이에른에 침공을 하면서 시작되었다. 프랑스군은 8월 하순에 브르타뉴를 출발해 9월 25일부터 10월 20일까지 벌어진 울름 전투에서 오스트리아군을 포위하여 항복시켰다. 나폴레옹은 비엔나에 입성하였으나, 러시아 황제 알렉산드르 1세와 쿠투조프가 이끄는 러시아군이 오스트리아군 잔존부대와 합류하여 결전을 도발하고 있었다. 나폴레옹의 즉위 1주년이었던 12월 2일, 러시아 제국 · 오스트리아 제국과 맞붙은 아우스터리츠 전투에서 나폴레옹은 우세한 적에 대해 - 후에 예술이라고 평가받은 - 지휘와 배치를 발휘하여 완승을 거두었다.
러시아는 다시 1806년 7월 영국, 프로이센, 스웨덴 등과 더불어 제4차 대프랑스 동맹을 결성하였다. 프랑스가 프로이센을 침입, 점령하자 러시아는 프로이센을 구원하러 왔다. 프랑스군과 러시아군 사이에 아일라우 전투(1807년 2월 7일~8일)가 벌어졌다. 눈바람속의 전투는 양군 모두 적지 않은 사상자가 속출했고, 결판은 나지 않았다. 그 후 프랑스군은 체제를 정비하고, 6월 14일 프리틀란트 전투에서 러시아군을 포착하여 격멸시켰다. 그 결과, 프랑스 제국과 러시아 제국 간에(7월 7일) 및 프랑스 제국과 프로이센 왕국 간에(7월 9일) 각각 틸지트 조약이 체결되었다. 러시아는 11월 21일 나폴레옹이 베를린에서 발표(1806년 11월 21일)했던 대륙봉쇄령(《베를린 칙령》)에 참가했다. 1807년 10월 나폴레옹과 러시아 황제 알렉산드르 1세는 에르푸르트에서 회담을 갖고, 스웨덴을 대륙봉쇄령에 참가시키기 위해 러시아가 압력을 가하는 일을 맡는 것을 재확인시켰다. 이것으로 인해 제2차 러시아-스웨덴 전쟁(1808년~1809년)이 발발하였고, 여기서 패배한 스웨덴은 파리 조약(1810)을 맺어 핀란드를 러시아에게 할양할 것과 더불어 대륙봉쇄령에 참가했다.
영국과의 무역에 의해 경제를 유지하던 러시아는 대륙봉쇄령으로 생존권에 영향을 받자 대륙봉쇄령을 어기고 만다.(1810) 이것은 1812년 나폴레옹이 60만 대군을 이끌고 러시아를 공격하게 될 빌미를 제공하게 되었다. 퇴각하면서 러시아군은 도시와 곡식에 불을 질러, 프랑스군이 손대지 못하게 하고 깊숙이 달아났다. 식량은 얻지 못하였으나 러시아군과 싸우지 않은 프랑스군은 예상대로 쉽사리 모스크바를 점령하였다. 그는 모스크바를 점령하기만 하면 러시아가 항복할 것이라고 예상하였으나 러시아는 항전할 뜻을 굽히지 않았다. 그러다가 러시아에서 겨울을 지낼 준비를 하지 않았던 프랑스군은 결국 퇴각하지 않을 수 없었다. 이 순간을 기다린 러시아군은 철수하는 프랑스군의 뒤를 쫓아 공격하여 궤멸시켰다.(→러시아 원정)
프랑스의 대패를 목격한 유럽 각국은 일제히 반 나폴레옹의 기치를 내걸었다. 처음으로 움직인 것이 프로이센이었으며, 주변 나라들에게 호소하여 러시아 제국 등과 함께 제6차 대프랑스 동맹을 결성(1813년 2월)하였다. 러시아 원정으로 수십만의 군사를 잃은 나폴레옹은 강제적으로 청년들을 징집하였다. 1813년 봄, 변변찮은 군대로도 나폴레옹은 프로이센 · 오스트리아 · 러시아 · 스웨덴 등 동맹군과의 전투에서 승리를 거둔 후 휴전을 하였다. 메테르니히와의 평화교섭이 불발된 후, 라이프치히 전투(1813년 10월 16~19일)에서는 동맹군에게 포위공격 당하여 대패한 후, 프랑스로 도망갔다. 이는 나폴레옹의 몰락을 초래하였다.
1814년에 정세는 한층 더 악화되어 프랑스 북동쪽에서는 슈바르트베르크와 게프하르트 레베레히트 폰 블뤼허의 연합군 25만이, 북서쪽에서는 베르나도트 장군의 16만이, 남쪽에서는 웰즈 리 장군의 10만 대군이 프랑스 국경으로 진격하여 대포위망을 구축하였다. 이에 반해 나폴레옹은 불과 7만의 군세로 절망적인 싸움을 할 수 밖에 없었다. 3월 31일에는 제국의 수도 파리가 함락된다. 나폴레옹은 종전을 목적으로 퇴위를 하겠다고 했지만, 배신한 마르몽 원수 등에 의해 무조건 퇴위를 강요당하여, 결국 1814년 4월 16일 퐁텐블로 조약을 체결한 뒤 지중해의 작은 섬인 엘바섬으로 추방되었다. 러시아는 나폴레옹 전쟁 동안 강력한 육군을 이탈리아와 프랑스에까지 파견하고, 전후 신성 동맹을 제창하며 자유주의운동을 봉쇄하여 유럽 구체제의 중심으로서 국제적인 지위를 높였다.

## 같이 보기
- 러불 동맹
- 러시아 원정